# Château de Mareste
Le château de Mareste ou domaine de Mareste est un ensemble dont la partie la plus ancienne remonterait aux XIe siècle ou XIIe siècle et qui se situe sur la commune de Chavannes-sur-Reyssouze dans le département de l'Ain en région Auvergne-Rhône-Alpes.
Ce monument fait l’objet d’une inscription partielle au titre des monuments historiques par arrêté du 26 septembre 1969. Seules les façades et toitures de l'ensemble des bâtiments sont inscrites.

## Situation
Le domaine de Mareste est situé dans le département français de l'Ain sur la commune de Chavannes-sur-Reyssouze.

## Histoire
La partie sud datant du Moyen Âge abritait une commanderie de l'Ordre des hospitaliers de Saint-Jean de Jérusalem. Le corps principal en "L" date du XVIe siècle. Depuis 1541 et durant 407 ans, la famille de Mareste resta propriétaire des lieux mais les archives furent détruites dans un incendie provoqué par l'un des descendants de la famille devenu fou. La propriété, alors à l'abandon, fut rachetée en 1962 par un collectionneur qui en entreprit la restauration avec l'aide des Monuments Historiques. Depuis 1974, les propriétaires actuels en achèvent la restauration. 
Le domaine de Mareste présente un ensemble très atypique en Bresse. En effet, les façades sont constituées de colombages hourdis de briques (technique fréquente en Bresse au XVe siècle) et la façade est ouvre sur une galerie caractéristique mais le pignon d'angle est surmonté d'un toit à quatre pentes à forte déclivité, doté d'une charpente élancée revêtue de tuiles plates vernissées polychromes, typique, lui, de l'architecture vernaculaire de la Bourgogne. 